# Puccinellia micrandra
Puccinellia micrandra là một loài thực vật có hoa trong họ Hòa thảo. Loài này được (Keng) Keng f. & S.L.Chen miêu tả khoa học đầu tiên năm 1994.